# Tritonia moggii
Tritonia moggii är en irisväxtart som beskrevs av Anna Amelia Obermeyer. Tritonia moggii ingår i släktet Tritonia och familjen irisväxter. Inga underarter finns listade i Catalogue of Life.